# František Horký (voják)
František Horký (16. března 1917 Hodov – 3. listopadu 1942 Leamington) byl český úředník a voják

## Biografie
František Horký se narodil v roce 1917 v Hodově, jeho otec byl pomocný železniční zaměstnanec. Odmaturoval na státní reálce v Brně a nastoupil na základní vojenskou službu. Po návratu se měl dle otce stát zaměstnancem Československých drah, ale ty měly nadbytek zaměstnanců. Nastoupil tak na místo technického úředníka ve Vsetíně. Po začátku okupace českých zemí Německem se začal stýkat s odbojáři a poté odešel na Slovensko, do Jugoslávie, na Střední východ, do Egypta a do Francie, kde se dostal do československé armády. Po okupaci Francie odešel do Velké Británie, kde působil jako pilot v RAF a následně působil jako navigátor 311. československé bombardovací perutě. Pro kázeňský prohřešek byl v květnu 1942 vyloučen z RAF, od května téhož roku pak působil v protiletadlové pěší četě.
Zemřel 3. listopadu 1942, spáchal sebevraždu v Leamingtonu ve Velké Británii a nedaleko, v Lowestoftu, je i pohřben.
Získal Československou medaili Za chrabrost. Jeho jméno je uvedeno na pamětní desce u památníku obětem druhé světové války v rodném Hodově i na památníku obětem druhé světové války v Praze 6. V roce 1990 byl in memoriam povýšen na plukovníka. Roku 2016 byla vydána kniha, která se zabývá mimo jiné i osudy Františka Horkého.
Jeho bratr Alois byl v březnu 1941 zatčen za činnost radiotelegrafisty gestapem a vězněn v koncentračním táboře Dachau. Otec Alois a další bratr Jaroslav byli zatčeni 17. září 1942 a propuštěni do konce téhož roku.